# Ihara Saikaku
Pour les articles homonymes, voir Ihara.
Ihara Saikaku est un nom japonais traditionnel ; le nom de famille (ou le nom d'école), Ihara, précède donc le prénom (ou le nom d'artiste) Saikaku.
Ihara Saikaku (井原 西鶴, Ihara Saikaku), né Hirayama Tōgo (平山藤五) (1642-1693), plus connu sous son seul prénom de plume Saikaku (西鶴), est un poète et auteur japonais de fiction populaire. Saikaku est considéré comme le grand maître du genre dit ukiyo-zōshi (浮世草子, littéralement « texte du monde flottant »), sorte d'équivalent en prose de la peinture ukiyo-e. On le considère comme l'un des « trois grands » écrivains de son époque avec le poète Bashō et le dramaturge Chikamatsu Monzaemon.

## Biographie

Statue d'Ihara Saikaku au Ikukunitama-jinja (Osaka).

Saikaku naît en 1642 à Osaka dans une riche famille de bourgeois. Son nom de naissance est incertain mais serait Hirayama Tōgo, (nom prénom), selon un écrit de Itō Baiu. Devenu un riche marchand, il se lance dans la littérature avec le patronyme de sa mère (Ihara) sous le nom Ihara Kakuei, puis vers la trentaine le change en Ihara Saikaku, qui deviendra simplement Saikaku. Il s'essaie d'abord à la poésie haikai avant de se consacrer à la prose ukiyo-zōshi à partir de 40 ans. De 1682 à sa mort, il produit une vingtaine d'œuvres. En 1693, Saikaku meurt à Osaka.

## Liste des œuvres traduites en français
L'œuvre de Saikaku peut se classer en quatre groupes : amour charnel (好色物, kōshoku mono), histoires de guerriers (武家物, buke mono), histoires de marchands (町人物, chōnin mono) et recueils de contes.
- Contes d'amour des samouraïs, treize contes traduits par Ken Sato, Stendhal et compagnie, 1927 ; Éditions Cartouche, 2008 (réédition 2012). À noter que certains de ces textes sont disponibles dans une traduction plus récente dans Le Grand Miroir de l'amour mâle).
- Cinq amoureuses, traduit par Georges Bonmarchand, Gallimard, coll. « Connaissance de l'Orient » no 9, 1959 ; réimpressions en 1986 et 1991. Cinq nouvelles dont quatre relatent des drames causés par une passion sans fin. À noter que deux contes extraits de ce recueil ont été réédités chez Gallimard, sous le titre Histoire du tonnelier tombé amoureux, suivi de Histoire de Gengobei : une montagne d'amour, dans coll. « Folio 2euros » no 5838, en 2014.
- Vie d'une amie de la volupté,  traduit par Georges Bonmarchand, Gallimard, coll. « Connaissance de l'Orient. Série japonaise » no 40, 1975 ; réédition, Gallimard, coll. « Connaissance de l'Orient. Série japonaise » no 20, 1987 ; réimpression en 1993. Récit de la lente déchéance d'une ancienne concubine de daimyō (de ce roman de 1686, le cinéaste Mizoguchi a tiré en 1952 le film La Vie d'O'Haru femme galante).
- Contes des provinces, traduit par René Sieffert, Publications orientalistes de France, 1985.
- Enquêtes à l'ombre des cerisiers suivi de Vieux papiers, vieilles lettres , traduit par René Sieffert, Publications orientalistes de France, 1990.
- Histoires de marchands, traduit par René Sieffert, Publications orientalistes de France, 1990.
- Vie de Wankyu, roman traduit par Christine Lévy, Éditions Philippe Picquier, 1990.
- Du devoir des guerriers. Récits, traduit par Jean Cholley, Gallimard, coll. « Connaissance de l'Orient. Série japonaise » no 75, 1992. Vie et mœurs de guerriers de la classe bushi.
- Arashi, vie et mort d'un acteur, traduit par Daniel Struve, Éditions Philippe Picquier, 1999.
- Le Grand Miroir de l'amour mâle - I. Amours des samouraïs, traduit par Gérard Siary avec la collaboration de Mieko Nakajima-Siary, Éditions Philippe Picquier, coll. « Le pavillon des corps curieux », 1999.
- Le Grand Miroir de l'amour mâle - II. Amours des acteurs, traduit par Gérard Siary avec la collaboration de Mieko Nakajima-Siary, Éditions Philippe Picquier, coll. « Le pavillon des corps curieux », 2000. Récits homosexuels, voire pédophiles, chez les samouraïs et les acteurs de théâtre kabuki.
- L'Homme qui ne vécut que pour aimer (好色一代男), roman traduit par Gérard Siary avec la collaboration de Mieko Nakajima-Siary, Éditions Philippe Picquier, coll. « Le pavillon des corps curieux », 2001 ; réédition, coll. « Picquier poche », 2009, réimpression en 2015. Ce livre met en scène un érotomane bourgeois bisexuel de l'époque d'Edo (sont dénombrés comme conquêtes amoureuses 725 hommes et 3742 femmes[4]).
- La Lune de ce monde flottant, traduit par Daniel Struve, Editions Philippe Picquier, 2001 ; réédition, Picquier, coll. « Picquier poche » no 234, 2005.
- Chroniques galantes de prospérité et de décadence, traduit par Daniel Struve, Éditions Philippe Picquier, 2006.
- Aimables ermites de notre temps. Récits composés par Sairo 西鷺軒, alias Kyōsen 橋泉, et préfacés par Ihara Saikaku 井原西鶴, traduits par Frédéric Girard, Paris, Publications de l’École Française d'Extrême-Orient, Monographies, 196, 286 p (2017).  (ISBN 9782855391342)

## Esthétique
Dans le récit de L'Homme qui ne vécut que pour aimer, tantôt Saikaku fait mention d'autres textes qui lui servent de modèle ou de repoussoir, tantôt il laisse flotter les sens dans une aire de jeu où de multiples textes se lient, sans que leur provenance soit citée. Ces textes, ou morceaux de textes, de la culture traditionnelle du Japon peuvent être simplifiés, ou au contraire amplifiés.
Dans l'introduction de l'œuvre Gérard Siary cite le gūgen. Le principe du gūgen évite toute posture tranchée et juxtapose les discours. L'art du gūgen consiste à exhiber les discours en leur variété, les disposer pour signaler le talent de leur créateur en refusant d'endosser l'un plus que l'autre et de privilégier une valeur quelconque.

## Sources
- Shunkin, « Ihara Saikaku » (Archive.org du site disparu en 2013), Shunkin, littérature japonaise, www.shunkin.net, consulté en novembre 2009
- Universalis, « Saikaku Ihara », Encyclopædia Universalis, www.universalis.fr, consulté en novembre 2009
- Indications bibliographique de L'homme qui ne vécut que pour aimer, éd. poche Philippe Picquier, 2009